# Sindar
Sindar (også kaldet Grå-elvere) er et folkeslag af elvere fra fantasy-romanen Silmarillion af den engelske forfatter J.R.R. Tolkien, men omtales også i romanen Ringenes Herre af samme forfatter. Sindar var en af de tre ætter af Eldar. Sindarnes sprog er Sindarin.

## Sindarne i Tolkiens værker
Sindarne fremstår som "de almindelige" elvere i Tolkiens værker, selvom de fleste navngivne elvere af betydning var af Noldo-afstamning.
I Silmarillion spiller Sindarne en mere central rolle end i Ringenes Herre. Sindarne havde et stort rige i Beleriand i det vestligste Midgård ledet af kong Thingol (Elwë). Thingol var gift med en Maia der hed Melian og fik hermed en status på højde med Noldo-kongerne! De 3 tilfælde af ægteskab mellem en elver og et menneske der går som en rød tråd gennem Silmarillion og spiller en vis rolle i Ringenes Herre, går alle tilbage til Thingol og Melian. Luthien, eneste datter af Thingol og Melian, spillede en central rolle i forbindelse med Silmarillerne og fik her af en næsten mytisk betydning.
Eärendil der også spillede en vigtig rolle i forhold til Silmarillerne blev gift med Elwing der var barnebarn af Beren og Luthien. Deres ene søn var Elrond der spillede en central rolle i Ringenes Herre. Hans datter Arwen blev til sidst gift med Aragorn. 

## Sindarne i Midgård
Elverne i Midgård falder i 3 grupper.
1. Noldor: Der optræder mange Noldor i Silmarillion, men grundet deres utallige krige ender de med at være meget få. I Ringenes Herre er der kun Galadriel der er rent Noldo. Elrond har Noldo-forfædre
2. En stor gruppe af elvere der nævnes, og som bl.a. optræder i Hobbitten men som ikke spiller nogen videre rolle i Ringenes Herre
3. Sindarne udgør de fleste af de elvere der optræder i Ringenes Herre

## Sindarnes konger
- Thingol gråkappe, også kaldet Elwë Singollo. Regerede over Sindarne i Beleriand i det meste af 1. alder. Gift med maiaen Melian. Far til Luthien. Han fik en af Silmarillerne og blev snigmyrdet for at dværge kunne stjæle den.
- Dior – søn af Luthien. Overtog Thingols Silmaril og blev dræbt for den.
- Elrond – Sindarnes konge i 2. og 3. alder. Efter at den sidste Noldo-storkonge i Midgård, Gil-Galad, blev dræbt i slutningen af 2. alder blev Elrond reelt overkonge for alle elvere i Midgård i 3. alder.

| Fiktion | Spire Denne artikel om en historie eller noget fiktivt er en spire som bør udbygges. Du er velkommen til at hjælpe Wikipedia ved at udvide den. |